# Kleine blokspanner
De kleine blokspanner (Pterapherapteryx sexalata) is een nachtvlinder uit de familie van de spanners, de Geometridae. De voorvleugellengte bedraagt tussen de 9 en 12 millimeter. De soort komt verspreid over Europa voor. Hij overwintert als pop.

## Waardplanten
De kleine blokspanner heeft wilg als waardplant.

## Voorkomen in Nederland en België
De kleine blokspanner is in Nederland en België een niet zo algemene soort, die verspreid over het hele gebied kan worden gezien. De vlinder kent jaarlijks één generatie die vliegt van mei tot en met augustus. Soms is er een tweede generatie.